# Брач
Брач (хорв. Brač, итал. Brazza, лат. Brattia), Браццо, Брацца (слав. Врач) — самый большой остров в Адриатическом море, в южной части Хорватии, возле далматинского побережья.

## География

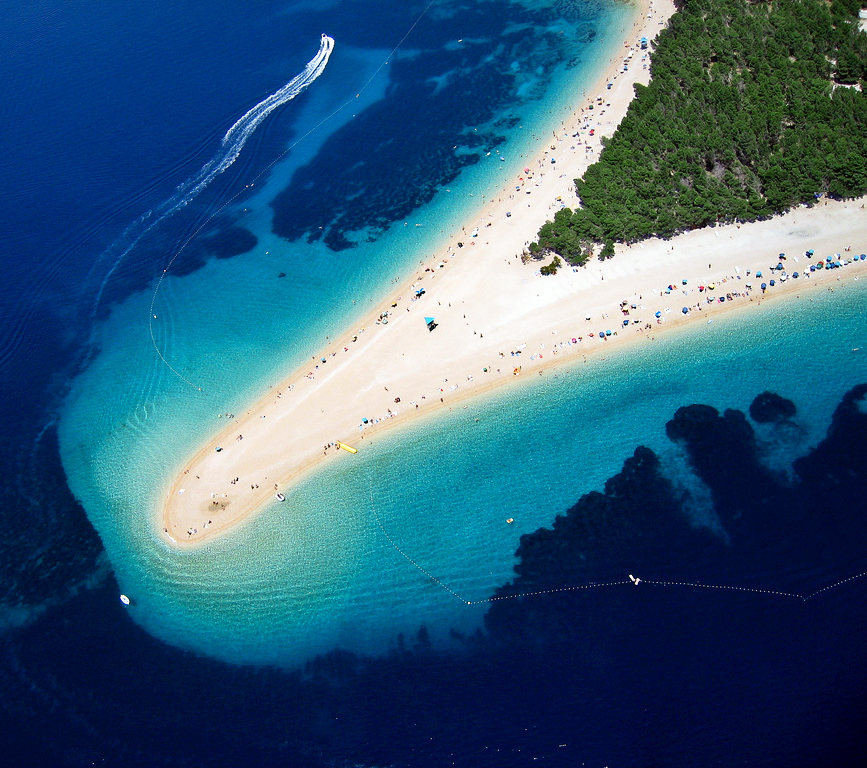
мыс Златни-Рат

Площадь острова — 394,57 км², длина — 40 км, ширина — 12 км. Длина береговой линии — 175,1 км. Остров Брач — третий по площади на хорватской Адриатике после островов Крк и Црес и третий по населению после Крка и Корчулы. На Браче находится самая высокая вершина хорватских островов — гора Сутвид (Видова-Гора), высотой 788 метров.
Население острова — 14 031 человек (2001 год). Самые большие населённые пункты — города Супетар (население — 3889 человек), Пучища (Pučišća), Бол (Bol), Сутиван (Sutivan), Сумартин (Sumartin), Селца (Selca) и другие. Супетар расположен в северной части острова напротив Сплита, Пучища в северо-восточной части, Бол — на южном побережье, Сутиван — на северо-западном, а Сумартин и Селца — на восточном.
От соседних островов Брач отделён морскими проливами: от острова Хвар — Хварским каналом, от острова Шолта — проливом Сплитские ворота, а от побережья — Брачским каналом. Остров связан с материком паромными линиями Супетар — Сплит и Сумартин — Макарска. Из города Бол в город Йелса на острове Хвар ходит пассажирское судно на подводных крыльях.

## История

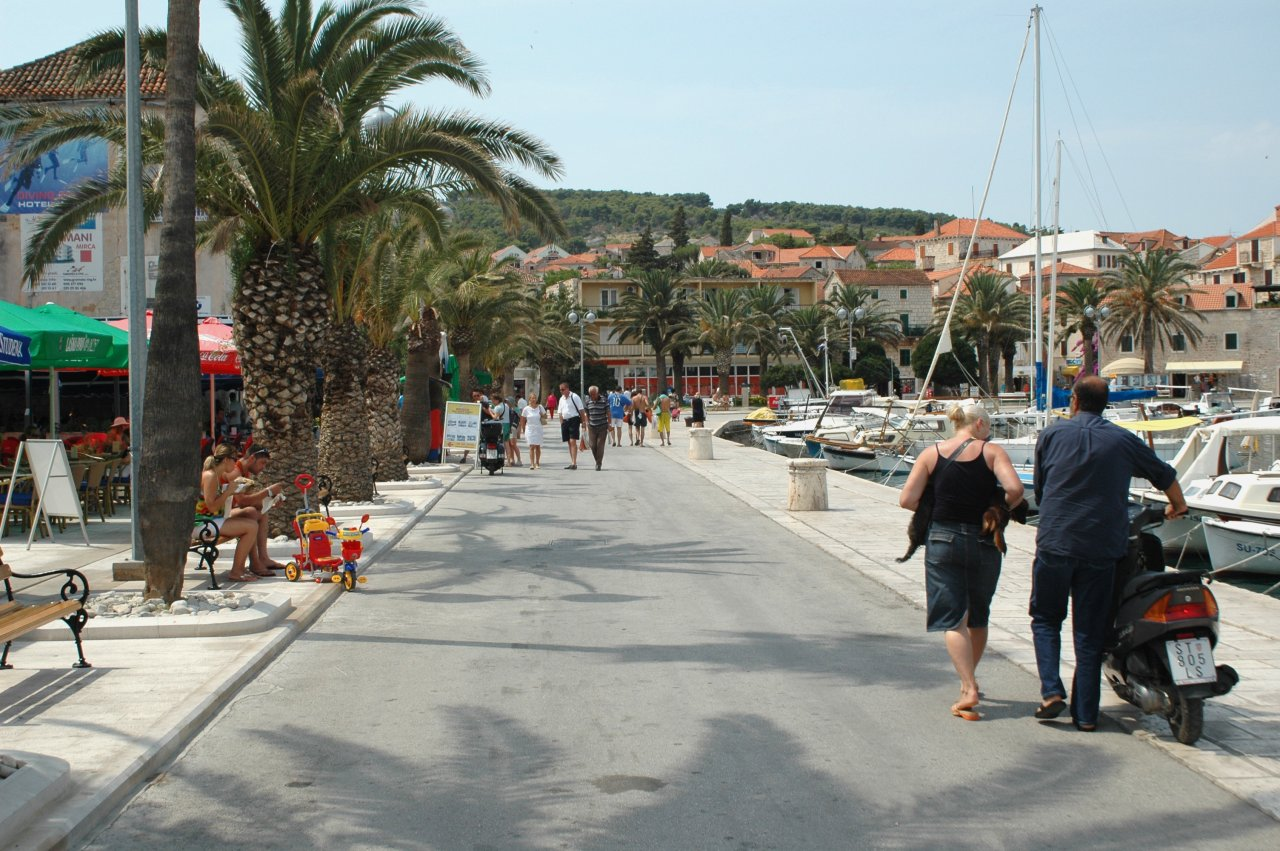
Набережная в г. Супетар

Как показывают раскопки в пещерах возле Супетара, остров был заселён со времён неолита. Как и на других островах Адриатики, на Браче в IV веке до н. э. были основаны греческие поселения. В III веке до н. э. Брач вместе со всей Иллирией перешёл под контроль Рима.
В VIII веке на остров, как и на остальное далматинское побережье, пришли славянские племена. В 865 году сарацины опустошили Брач. В X веке появились венецианцы и овладели многими прибрежными городами и островами. В 1124 году венецианский дож Доменико Микьель нанес поражение соединённой венгро-далматинской армии Коломана и подчинил всю Далмацию себе.
Позже довольно долго остров находился под контролем местных князей из Омиша и Сплита, лишь в XIV веке остров признал над собой власть венгерского королевства, с которым Хорватия была соединена династической унией. Впрочем, вскоре остров вновь попал под контроль местных князей, пока, наконец, в 1420 году вместе с прочими далматинскими островами окончательно не перешёл под контроль венецианцев.
После падения Венецианской республики в 1797 году на остров пришли австрийцы. Они были выбиты с острова наполеоновскими войсками в 1806 году. В 1807 году Брач был занят флотом Ушакова в ходе средиземноморской экспедиции, в другом источнике указано что Браццо один из Далматских островов (с крепостью), взят Русским флотом у французов в 1806 году. Главнокомандующий вице-адмирал Д. Н. Сенявин, подойдя 10 декабря этого года к Браццо с двумя кораблями и одним шлюпом, начал бомбардировать крепость и высадил десант из егерей, черногорцев и бокезцев, напавший на французов так стремительно, что те сдались почти без сопротивления. В плен были взяты комендант крепости, три офицера, 79 нижних чинов, захвачены четыре пушки, потерь с нашей стороны не было. А 17 декабря 1806 года у острова Браццо произошло сражение нашего брига «Александр» с пятью французскими канонерскими лодками. По окончании наполеоновских войн в 1815 году остров вместе с далматинским побережьем снова отошёл Австрии.
На 1907 год на острове проживало около 24 500 жителей, и в его главном городе Сан-Пиетро, 3250 жителей.
В 1918—1921 годах остров оккупировали итальянцы, после Первой мировой войны он стал частью Югославии. После распада последней в 1991 году остров стал частью независимой Хорватии.

## Экономика

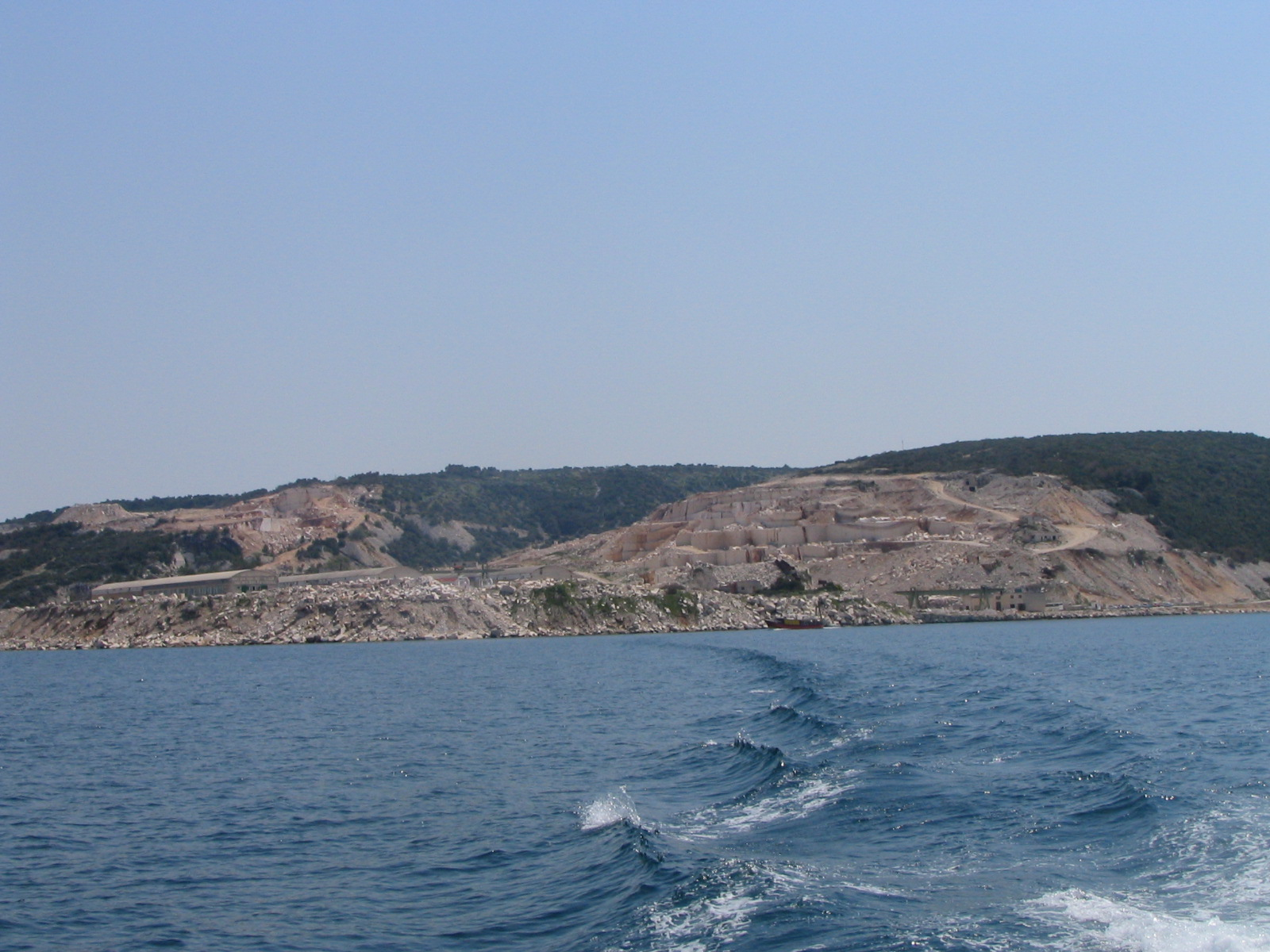
Каменоломни на о. Брач

Остров Брач известен своим мягким средниземноморским климатом, песчаными и галечными пляжами, сосновыми рощами и красивыми пейзажами, что делает его привлекательным курортом. Особую славу острову принесли каменоломни недалеко от г. Пучишче, где добывают белый «брачский камень», представляющий собой особый известняк белоснежного цвета. Брачским камнем облицованы многие знаменитые здания по всему миру, среди прочих — дворец Диоклетиана в Сплите и Белый дом в Вашингтоне. Из брачского камня также изготавливаются поделки, служащие туристам сувенирами. Основное занятие местного населения — туристический сервис, рыбный промысел, виноградарство, производство оливкового масла, добыча и обработка брачского камня.

## Достопримечательности
- Супетар — крупнейший город Брача. Рядом с городом — музейное село Шкрип со старинными домами.
- Бол — популярный курорт, лежащий у подножия Видовой горы. Рядом с Болом расположен мыс Златни-Рат со своими знаменитыми пляжами, а также известный тем, что меняет свою форму в зависимости от ветров и течений.